# Dionysios Zakythinos
Dionysios A. Zakythinos, auch Zakythenos (griechisch Διονύσιος Α. Ζακυθηνός, * 1905 in Lixouri auf Kefalonia; † 16. Januar 1993 in Athen) war ein griechischer Byzantinist. Sein Spezialgebiet war die byzantinische Geschichte.
Er studierte zunächst Philosophie an der Universität Athen, anschließend byzantinische Geschichte an der Sorbonne bei Charles Diehl. Zurückgekehrt nach Athen, war er von 1937 bis 1946 Direktor des griechischen Staatsarchiv. Von 1939 bis 1970 war er Professor für byzantinische Geschichte an der Universität Athen, von 1951 bis 1965 dazu Professor für Geschichte der modernen griechischen Zivilisation und Politik an der Pantion-Universität Athen. Von 1960 bis 1975 leitete er das Institut byzantinistischer Forschungen des Nationalen Hellenischen Forschungszentrums, von 1971 bis 1975 zudem das Institut neogräzistischer Forschungen. 1966 wurde Zakythinos Mitglied der Akademie von Athen, zeitweise war er deren Präsident. Für seine wissenschaftlichen Arbeiten hat Zakythinos zahlreiche nationale und internationale Auszeichnungen erhalten. 1974 wurde er ins griechische Parlament gewählt und war bis 1977 Minister.
Er war einer der Mitbegründer der Association Internationale des Études Byzantines, von 1961 bis 1971 deren Generalsekretär, von 1971 bis 1976 deren Präsident. Seit 1976 war er korrespondierendes Mitglied der British Academy und seit 1981 auswärtiges Mitglied der Académie des Inscriptions et Belles-Lettres.